# Balje

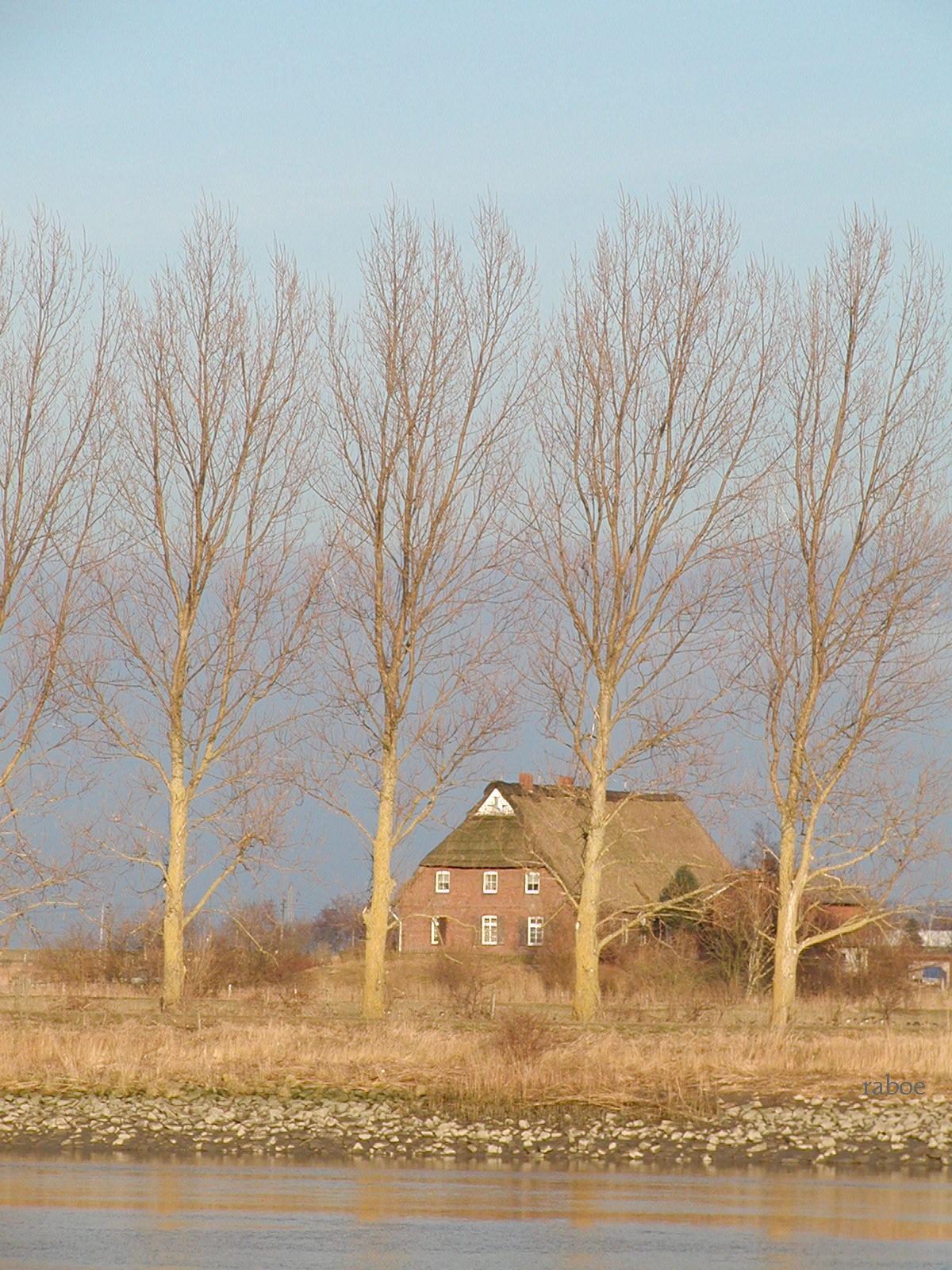
Boerderij aan de Oste

Balje is een gemeente in de Duitse deelstaat Nedersaksen. De gemeente maakt deel uit van de Samtgemeinde Nordkehdingen in het Landkreis Stade.
Balje telt 943 inwoners.
Ten westen van het dijkdorpje Balje, dat aan de Elbe ligt, mondt de rivier de Oste daarin uit. Na de stormvloed van 1962, waarbij het gedeeltelijk beneden de  zeespiegel gelegen gebied grote schade opliep,  werd in 1968 in de Oste, kort voor de monding, een spuisluis, tevens stormvloedkering,  gebouwd. Dicht bij dit waterwerk,  op een schiereilandje in de Oste, werd in 2013 het museumcomplex Natureum Niederelbe geopend.
De gemeente bestaat uit een aantal kleine, vaak langs dijken gelegen, dorpen,  gehuchten en afgelegen boerderijen,  die officieel  een eigen plaatsnaam  hebben. Alleen in Balje staat een evangelisch-luthers kerkje.  De voornaamste middelen van bestaan zijn de landbouw, enige kleine ambachtelijke bedrijven en het watersport- en fietstoerisme.
- Gemeinsame Normdatei: 4259842-4
- Nationale Bibliotheek van Tsjechië: ge1084134
- Virtual International Authority File: 246633322

Agathenburg · 
Ahlerstedt · 
Apensen · 
Balje · 
Bargstedt · 
Beckdorf · 
Bliedersdorf · 
Brest · 
Burweg · 
Buxtehude · 
Deinste · 
Dollern · 
Drochtersen · 
Düdenbüttel · 
Engelschoff · 
Estorf · 
Fredenbeck · 
Freiburg (Elbe) · 
Großenwörden · 
Grünendeich · 
Guderhandviertel · 
Hammah · 
Harsefeld · 
Heinbockel · 
Himmelpforten · 
Hollern-Twielenfleth · 
Horneburg · 
Jork · 
Kranenburg · 
Krummendeich · 
Kutenholz · 
Mittelnkirchen · 
Neuenkirchen · 
Nottensdorf · 
Oederquart · 
Oldendorf · 
Sauensiek · 
Stade · 
Steinkirchen · 
Wischhafen